# Governació de Dhofar
La governació de Dhofar (àrab: مُحَافَظَة ظُفَار, muḥāfaẓat Ẓufār) és la més gran de les onze governacions del Sultanat d'Oman en termes de superfície. Es troba al sud d'Oman, a la frontera oriental amb la governació iemenita d'al-Mahra. És una zona bastant muntanyosa que cobreix 99.300 km² i té una població de 457.622 habitants segons el cens del 2017. La ciutat més gran, així com la capital de la governació, és Salalah. Històricament, la regió va ser la principal font d'olíban del món. La varietat local de l'àrab és l'àrab dhofarí, que és força diferent de la de la resta d'Oman i del Iemen.

## Geografia
De manera natural la regió es divideix en tres parts: la costa, amb pobles de pescadors, les muntanyes, on el monsó i provoca pluges que permeten la cria de ramats, i el Nadjd o desert, la part nord fins al Rub al-Khali.

## Història

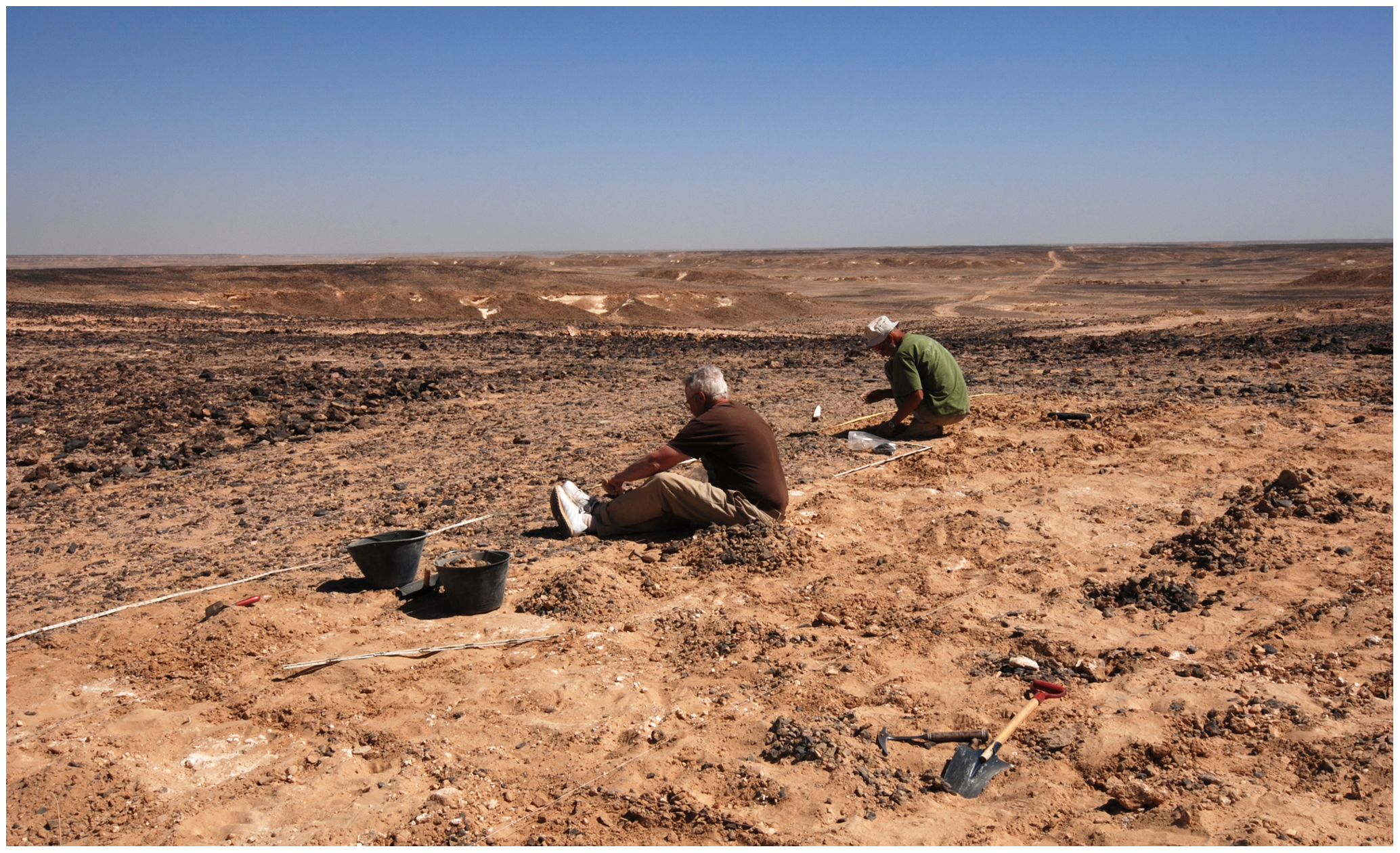
Arqueòlegs que excaven un complex de l'Edat Mitjana de Pedra

Bandera del Dhufar Liberation Front reanomenat Popular Front for the Liberation of the Occupied Arabian Gulf

Bandera del National Democratic Front Liberation of Oman and Arabian Gulf

A Aybut Al-Auwal ("Primer Aybut") a Wadi Aybut (centre-oest de Nejd), es va descobrir el 2011 un jaciment que contenia més de 100 dispersions superficials d'eines de pedra pertanyents a una indústria lítica específica de la regió, el complex Nubià tardà, conegut abans només a partir del que es va trobar al nord-est d'Àfrica.
La ciutat de Zufar a la costa del modern Dhofar, va donar nom a la regió. Una tradició diu que ja existia abans de l'islam però cap prova s'ha trobat en aquest sentit, i el port preislamic per encens era Smhrm/Smrm (Samahram, corresponent al modern Khawr Rawri, a l'est d'al-Balid). De fet Zufar no era un port pròpiament, i correspon avui dia a les ruïnes d'al-Balid, a uns 5 km a l'est de la capital moderna Salalah. Se l'esmenta a l'edat mitjana; a l'inici del segle xiii hi van arribar els manju o mandjawiyyun, després de la decadència de Siraf al segle xi. En aquestos dos segles (XI a començament del XIII) hi va haver un sultanat dels mandjàwides, dinastia encapçalada a l'inici del segle xiii per Muhammad ibn Ahmad al-Mandjawi, que segons l'historiador Abu Makrama (+1540) que pertanyia a un poble anomenat Buluk, i hauria mort vers 1203/1204 acabat la dinastia. Els Buluk (Bulh) segons l'historiador Muhammad al-Kindi (+1892/1893) són un subgrup de la tribu iemenita dels Madhhidj. Aquestos colons haurien construït el port de Mirbat proper a Zufar. Llavors una família hadhrami, els habúdides (de Habuda que podria ser Habuza prop de Shibam) es va apoderar de Zufar; la ciutat fou destruïda pel cap habúdida Ahmad per por que fos ocupada pels aiúbides, i reconstruïda com a nova ciutat amb el nom d'al-Mansura o al-Kahira, si bé el nom de Zufar es va continuar utilitzant de fet. La ciutat fou fortificada, i tenia quatre portes; gaudia de bona aigua i cultius de canya de sucre i plàtans.
El 1278 fou conquerida pels rassúlides que la van atacar per mar (des d'Aden) i per terra (un destacament seguint la costa i un altre baixant pel Wadi Hadramaut). No fou necessària cap batalla: quan les forces rassúlides es van reunir al port de Raysut, els habúdides, el cap dels quals Salim havia mort en un tumulte, es van rendir; els habitants hadhramis foren amnistiats i amb mercaders nouvinguts, la ciutat va passar a ser un centre comercial. El domini rassúlida va durar fins al final del segle xiv, bé governant directament o per mitjà d'una branca de la família que a vegades era independent i a vegades depenia del govern de Taizz (la capital rassúlida). No hi ha referències sobre el segle xv, excepte al final del segle quan la ciutat hauria caigut en mans dels kathiri, grup tribul de la regió que el 1462/1463 es van apoderar d'al-Shihr a la costa i en endavant la seva activitat va tenir per centre l'Hadramaut i no la regió moderna de Dophar.
Dhofar va passar a dependre del soldà de Masqat al final del segle xix, quan els otomans ambicionaven establir-se a la regió. El soldà Said ben Taimur (1932-1970) va administrar la regió com un domini privat i hi va residir llargues temporades, concretament a Salalah, la capital, sense aparèixer per Masqat durant molt de temps. La ciutat de Zafar, a uns 5 km de Salala, va portar el nom d'al-Balid
El sultanat de Masqat ocupava la zona de la costa, però a l'interior les tribus obeïen l'imam d'Oman. La guerra entre Masqat i Oman va durar del 1911 al 1955. L'imam mai va reclamar el Dhofar i quan fou derrotat es va establir a l'exili amb els seus partidaris sense cap pretensió sobre Dhofar.
La revolta a Dhofar va començar el 9 de juny de 1965 dirigida pel Dhufar Liberation Front. Aquesta organització es va transformar en Popular Front for the Liberation of the Occupied Arabian Gulf el setembre de 1968, i més tard, a finals del 1971, es va fusionar amb el National Democratic Front Liberation of Oman and Arabian Gulf (que havia iniciat accions armades a la zona central i del nord d'Oman el juny de 1970), fusió de la que va resultar el Popular Front for the Liberation of Oman and the Arab Gulf (PFLOAG). L'organització estava formada inicialment per nacionalistes progressistes i també per separatistes dufarís, i va dirigir la lluita amb un programa d'orientació socialista que va rebre el suport del Iemen del Sud i la Unió Soviètica. Al final del 1971 i el 1972 els rebels controlaven la major part de Dhofar i havien establert un govern regular a les zones alliberades; però aquestes forces no tenien res a veure amb l'imam d'Oman i se li oposaven igual que al soldà de Masqat. Fou llavors quan es va produir molta confusió, ja que a partir de 1971 van aparèixer sèries de segells de correus de l'Estat d'Oman (és a dir de l'imamat) amb sobrecàrrega (o amb la llegenda modificada) per a un inexistent Estat de Dhofar; aquest segells foren emesos a Beirut i a Síria per Youssef Salim Tadros, agent de l'imam. Era impossible aleshores saber si la província de Dhofar del sultanat d'Oman estava emetent segells propis o aquestos corresponien als territoris dominats pel rebels dofarís, i finalment va resultar ser una actuació especulativa. El 1974 el PFLOAG va canviar el seu nom que va passar a Popular Front of Liberation of Oman (PFLO). Els darrers guerrillers foren assetjats el 1975 i es van haver de rendir o van morir en combat.

## Banderes
La bandera del Front d'Alliberament de Dhofar el 1965 (que va restar quan va canviar el nom) va agafar els colors àrabs, que també s'utilitzaven llavors pels rebels d'Aràbia del Sud (Aden i Federació d'Aràbia del Sud). El National Democratic Front Liberation of Oman and Arabian Gulf tenia els mateixos colors però a l'inrevés. Les dues organitzacions armades fusionades el 1971 van mantenir els mateixos colors, en l'ordre del grup més antic, i amb una inscripció en negre a la franja central (per la posició de la inscripció la bandera es devia col·locar normalment en vertical). La inscripció al final (1974-1975) era "ALJABHA ALSHA'BIYAH LITAHRIR OMAN".

## Població
La població és sunnita xafiïta a diferència de la resta d'Oman on la població és ibadita. S'hi parlen llengües sud-aràbigues sent el principal el jeballi (o xehri, popularment anomenat «parla de la muntanya»), emprat per les tribus Qara (Ehkelô), Shahra, Barahama, ِAl Mashaikh i les tribus de la muntanya Bathira. El dialecte iemenita mehri està emparentat al jeballi. Altres dialectes són el bathari, parlat a la costa, i el harsusi, parlat pels Harasi (uns 1.500).

## Districtes
La governació de Dhofar està formada per deu districtes (wilayat):
- Dhalkut
- Mazyonah or al-Mazuna (creat l'octubre de 2006)
- Mirbat
- Muqshin
- Rakhyut
- Sadah
- Salalah
- Shalim and the Hallaniyat Islands
- Taqah
- Thumrait